# Moringa pygmaea
Moringa pygmaea är en tvåhjärtbladig växtart som beskrevs av B. Verdcourt. Moringa pygmaea ingår i släktet Moringa och familjen Moringaceae. Inga underarter finns listade i Catalogue of Life.